# Iglesia de San Agustín (Melipilla)
La Iglesia de San Agustín es un templo católico ubicado en la ciudad de Melipilla, Chile. En 1988 fue declarado Monumento Nacional en la categoría de Monumento Histórico. Es propiedad de la Orden de San Agustín, pero actualmente se encuentra entregado en comodato a la Diócesis de Melipilla.

## Historia
Tras la fundación de Melipilla en 1742 por iniciativa del gobernador José Antonio Manso de Velasco, el sacerdote Francisco de Aranívar, provincial de los Agustinos, solicitó a Manso de Velasco la cesión de un terreno de la nueva ciudad con el objeto de trasladar allí el convento que estaba ubicado en Santa Rita de Perquilauquén. El gobernador recogió la petición, entregando a dicha orden un terreno ubicado a dos cuadras de la plaza principal, donde se erigió una iglesia y el claustro de Santa Mónica, inaugurado en 1751.
En 1893 se construyó el actual templo, la iglesia de San Agustín, a un costado del antiguo convento. La construcción fue realizada completamente de adobe, con un estilo ecléctico, y a inicios del siglo XX fue complementada con una torre de latón fabricada en Italia. La iglesia fue afectada por los terremotos de 1906 y 1985, pero continuó funcionando.
Debido a su alto valor histórico, siendo una de las pocas edificaciones de Melipilla que datan de los siglos XVIII y XIX, el claustro y la iglesia de San Agustín fueron declarados Monumento Histórico por el Decreto N.º 283 del 26 de junio de 1988.
El terremoto de 2010 causó graves daños al edificio, debiendo ser cerrado al público. En 2015 el Ministerio de Obras Públicas comprometió recursos para su restauración.
En la madrugada del 14 de enero de 2018, la iglesia fue atacada con elementos incendiarios, siendo el sexto templo católico en recibir ataques en menos de una semana como parte de manifestaciones de rechazo a la visita del papa Francisco a Chile.